# Tekla Bądarzewska
Tekla Bądarzewska-Baranowska (1834 i nærheden af Warszawa - 29. september 1861 i Warszawa) var en polsk komponist. 
Bądarzewska var gift med Jan Baranowski og fødte fem børn i sit ni år lange ægteskab, inden hun døde 27 år gammel. Krateret Bądarzewska på planeten Venus er opkaldt efter hende.
Hun er især kendt som komponist til salonstykket Jomfruens bøn, (Modlitwa dziewicy, Das Gebet einer Jungfrau, La prière d'une vierge) Op. 4, publiceret i Warszawa i 1856. Stykket blev i slutningen af det 19. århundrede trods eller på grund af dets enkelhed overordentlig populært og bearbejdet for mange forskellige besætninger. I alt skrev Tekla Bądarzewska ca. 35 stykker salonmusik for klaver, herunder det næsten ligeså opbyggede stykke Den hørte bøn (Prière exaucée).
Jomfruens bøn består af en enkel, iørefaldende melodi, hvilket både forklarer dets popularitet og at det af mange blev betragtet som underlødigt. Atter andre ser det som et musikstykke i romantisk stil for klaverundervisning af børn på linje med Robert Schumanns miniaturer.

## Musikstykke
| Jomfruens bøn ?, MIDI-gengivelse, 3:05 min., 13 KB |